# Skagensbanen

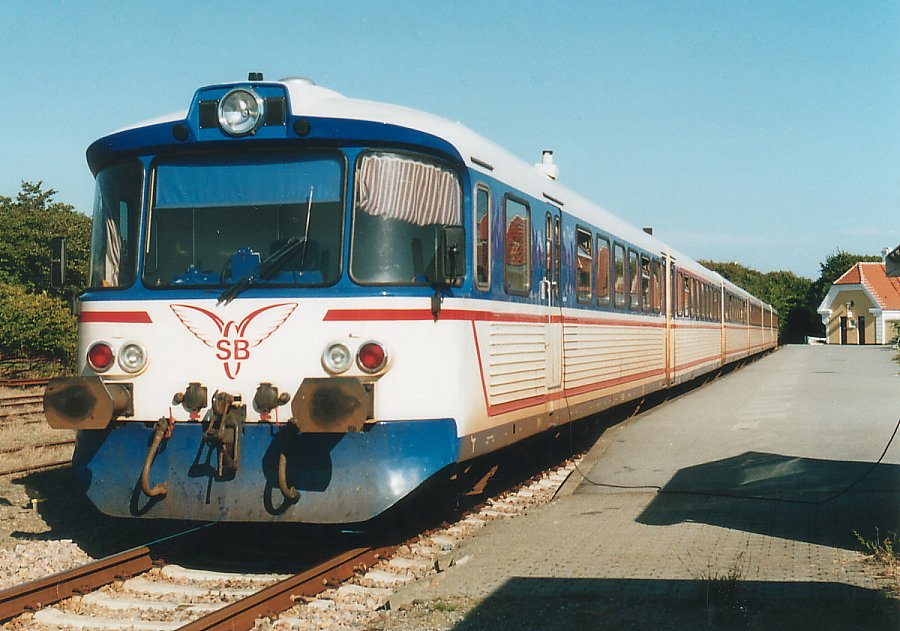
Een 6-delig Lynette treinstel in Skagen.

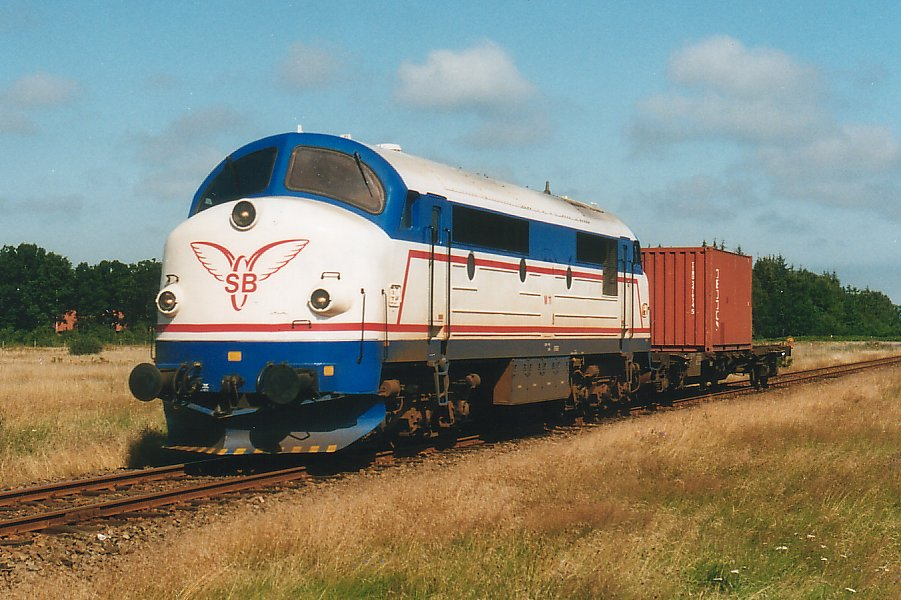
Dieselloc M11 met een korte goederentrein tussen Skagen en Frederikshavn.

Skagensbanen (SB), was een private spoorwegmaatschappij in het noorden van Jutland in Denemarken, die in 1924 het beheer en exploitatie van de op 26 juli 1889 opgerichte Frederikshavn-Skagen Jernbane (FSJ) overnam. In 2001 zijn Skagensbanen en Hjørring Privatbaner gefuseerd tot de nieuwe spoorwegmaatschappij Nordjyske Jernbaner.

## Geschiedenis
Na de ombouw van het in 1890 geopende metersporige traject tussen Skagen en Frederikshavn naar normaalspoor werd de exploitatie in 1924 overgedragen aan Skagensbanen.
In 1931 was het aantal reizigerstreinen gestegen tot 10 à 12 paar in de zomer.
In 1933 begon Skagenbanen ook met bussen te rijden, en daalde het aantal treinparen tot 7 à 8. Tussen 1960 en 1973 werd het spoor uit 1924 vernieuwd.

## Materieel
Skagensbanen begon in 1924 met het gebruik van vier stoomlocomotieven, in 1949 aangevuld met een vijfde.
Reeds in 1927 werden ook motorrijtuigen gebruikt voor het reizigersverkeer. Het eerste was een nieuw gebouwd motorrijtuig. De volgende twee waren uit getrokken rijtuigen omgebouwde motorrijtuigen. In 1960 volgde nog een nieuw gebouwd motorrijtuig.
In 1935 werd de eerste diesellocomotief aangeschaft. Wegens het visvervoer, welke ook met goederenwagens in reizigerstreinen werden meegenomen, bleef men met getrokken treinen rijden in plaats van over te stappen op het gebruik van railbussen. In 1948, 1952 en 1969 werden nieuwe of tweedehands diesellocomotieven aangeschaft. Met de aanschaf hiervan kon de stoomtractie tussen 1968 en 1970 worden afgeschaft. Daarnaast heeft Skagensbanen in totaal zes rangeertractoren voor het rangeerwerk in gebruik gehad.
Tussen 1968 en 1988 werd het materieelpark uitgebreid met zes Lynette motorrijtuigen, vier tussenrijtuigen en twee stuurstandrijtuigen, die, naargelang het reizigersaanbod, in verschillende treinlengtes konden worden samengesteld. Skagensbanen reed als enige met tot uit 6 rijtuigen bestaande treinstellen met een motorrijtuig aan weerszijden. De motorrijtuigen en stuurstandrijtuigen waren van normaal stoot- en trekwerk voorzien, zodat het ook mogelijk was om goederenwagens of versterkingsrijtuigen achter de treinstellen mee te nemen.
Voor het gestegen goederenvervoer en het rijden van lange schooltreinen werd in 1991 een tweedehands diesellocomotief van het type Marcepeinbrood aangeschaft. In 1992 en 1994 werden twee tweedehands diesellocs type MX van de Danske Statsbaner overgenomen. In 2000 volgde een derde dieselloc type MX.
Het Lynette materieel werd in de standaardkleur oranje met witte biezen geleverd. De tweedehands locomotieven behielden aanvankelijk de kleurstelling van de vorige eigenaar. Medio jaren 90 werd een nieuw kleurenschema met wit en blauw en rode biezen geïntroduceerd. Het Lynette dieselmaterieel en de diesellocomotieven type MX werden in deze nieuwe kleurstelling gestoken. Opvallend is dat dit materieel met spierwitte daken er altijd schoon uitzag.
Opvallend is dat veel van het door Skagensbanen overbodig geraakte materieel bewaard is gebleven bij diverse museumorganisaties in Denemarken, al dan niet in bruikleen.